# Museo de Historia Espacial de Nuevo México
El Museo de Historia Espacial de Nuevo México (en inglés, New Mexico Museum of Space History) es un complejo de museos y un planetario en Alamogordo, Nuevo México, Estados Unidos, dedicado a los artefactos y exhibiciones relacionadas con los vuelos espaciales y la era espacial. Incluye el Salón de la Fama Internacional del Espacio. El Museo de Historia Espacial destaca el papel que Nuevo México ha tenido en el programa espacial de Estados Unidos , y es uno de los ocho museos administrados por el Departamento de Asuntos Culturales de Nuevo México. El museo ha sido acreditado por la Alianza estadounidense de Museos desde 1993.
El museo incluye exposiciones sobre los planetas del Sistema Solar , los vuelos espaciales y los primates que fueron utilizados en los experimentos de vuelo espaciales llevados a cabo por los Estados Unidos. El museo alberga maquetas y unidades de formación de muchos artefactos espaciales importantes, como los satélites, el transbordador espacial y el módulo de aterrizaje lunar ( los originales están todavía en el espacio o en la luna).